# Scottish Division One 1896/97
Die Scottish Football League Division One wurde 1896/97 zum vierten Mal ausgetragen. Es war zudem die siebte Austragung der höchsten Fußball-Spielklasse innerhalb der Scottish Football League, in der der Schottische Meister ermittelt wurde. Sie begann am 15. August 1896 und endete am 13. März 1897. In der Saison 1896/97 traten 10 Vereine in insgesamt 18 Spieltagen gegeneinander an. Jedes Team spielte jeweils einmal zu Hause und auswärts gegen jedes andere Team. Es galt die 2-Punkte-Regel. Bei Punktgleichheit waren die Vereine (mit derselben Punktausbeute) gleich platziert.
Die Meisterschaft gewann zum insgesamt zweiten Mal in der Vereinsgeschichte Heart of Midlothian. Absteiger war der FC Abercorn, der keine Wiederwahl von den anderen Ligamitgliedern bekam und in die Division Two abstieg. Torschützenkönig wurde mit 12 Treffern Willie Taylor von Heart of Midlothian.

## Vereine
| Verein              | Stadt     | Stadion            |
| ------------------- | --------- | ------------------ |
| Celtic Glasgow      | Glasgow   | Celtic Park        |
| FC Abercorn         | Paisley   | Underwood Park     |
| FC Clyde            | Glasgow   | Barrowfield Park   |
| FC Dundee           | Dundee    | Dens Park          |
| FC St. Bernard’s    | Edinburgh | Powderhall Stadium |
| FC St. Mirren       | Paisley   | St. Mirren Park    |
| Glasgow Rangers     | Glasgow   | Ibrox Park         |
| Heart of Midlothian | Edinburgh | Tynecastle Park    |
| Hibernian Edinburgh | Edinburgh | Easter Road        |
| Third Lanark        | Glasgow   | Cathkin Park       |

## Statistik

### Abschlusstabelle
| Pl. | Verein                  | Sp. | S  | U | N  | Tore    | Diff. | Punkte |
| --- | ----------------------- | --- | -- | - | -- | ------- | ----- | ------ |
| 1.  | Heart of Midlothian (P) | 18  | 13 | 2 | 3  | 047:220 | +25   | 28:80  |
| 2.  | Hibernian Edinburgh     | 18  | 12 | 2 | 4  | 050:200 | +30   | 26:10  |
| 3.  | Glasgow Rangers         | 18  | 11 | 3 | 4  | 064:300 | +34   | 25:11  |
| 4.  | Celtic Glasgow (M)      | 18  | 10 | 4 | 4  | 042:180 | +24   | 24:12  |
| 5.  | FC Dundee               | 18  | 10 | 2 | 6  | 038:300 | +8    | 22:14  |
| 6.  | FC St. Mirren           | 18  | 9  | 1 | 8  | 038:290 | +9    | 19:17  |
| 7.  | FC St. Bernard’s        | 18  | 7  | 0 | 11 | 032:400 | −8    | 14:22  |
| 8.  | Third Lanark            | 18  | 5  | 1 | 12 | 029:460 | −17   | 11:25  |
| 9.  | FC Clyde                | 18  | 4  | 0 | 14 | 027:650 | −38   | 08:28  |
| 10. | FC Abercorn (N)         | 18  | 1  | 1 | 16 | 021:880 | −67   | 03:33  |

| Zum Saisonende 1895/96 |                                |
| (M)                    | Meister des Vorjahres          |
| (P)                    | Pokalsieger des Vorjahres      |
| (N)                    | Neuzugang aus der Division Two |

## Wahlprozedere
Die Regularien der Scottish Football League sahen vor, dass sich am Saisonende die drei schlechtesten platzierten Teams zu Wiederwahl stellen mussten. Abgestimmt wurde auf der jährlichen Hauptversammlung der Scottish Football League, bei der zugleich über Neuaufnahmen entschieden wurde. Dieses Wahlsystem bestimmte der Auf- und Abstieg zwischen den Division One und Division Two bis 1922, wann die Saisonplatzierung dies entschied.
| Verein          | # Stimmen | Ergebnis            | Division     |
| --------------- | --------- | ------------------- | ------------ |
| Third Lanark    | 14        | wiedergewählt       | Division One |
| Partick Thistle | 13        | aufgenommen         | Division Two |
| FC Clyde        | 8         | wiedergewählt       | Division One |
| FC Abercorn     | 7         | nicht wiedergewählt | Division One |
| FC Kilmarnock   | 0         | nicht gewählt       | Division Two |
| Leith Athletic  | 0         | nicht gewählt       | Division Two |